# Kostel Nejsvětější Trojice (Paříž)
Kostel Nejsvětější Trojice (francouzsky Église de la Sainte-Trinité) je katolický farní kostel v 9. obvodu v Paříži na náměstí Place d'Estienne-d'Orves.

## Historie
Kostel byl vystavěn na příkaz barona Haussmanna během přestavby Paříže v 19. století. Budova byla postavena na malém náměstí, které navrhl Jean-Charles Alphand. Výstavba kostela začala v roce 1861 a byla dokončena v roce 1867. Dne 11. března 1869 se zde konal pohřeb Hectora Berlioze.

## Architektura
Architekt Théodore Ballu (1817–1885) navrhl stavbu, která je 90 m dlouhá, 34 metrů široká, 30 m vysoká a jejíž věž se zvedá do výšky 65 m. Fasáda je inspirována italskou renesancí. Je bohatě zdobená nikami, frontony a pilastry. Výzdoba a sochy znázorňují Nejsvětější Trojici a církevní Otce, kteří bránili toto dogma. V horní části průčelí se nacházejí sochy čtyř hlavních ctností a kolem zvonice jsou symboly čtyř evangelistů. Před kostelem je symbolika čísla tři, kterou představují tři fontány v oválném bazénu a nad nimi tři sochy znázorňující tři teologické ctnosti. V roce 2001 byla před nádrž umístěna série velkých obrazů představující cirkusové hry ve starověkém Římě. Slouží současně k představení současného umění i jako ochranná bariéra před pádem do bazénu.
Chór je zvýšený se schodištěm a s monumentálním hlavním oltářem, který je lemovaný deseti zeleně štukovanými sloupy představujícími Desatero. V hlavní lodi se nachází šest pilířů, který je každý podpírán dvěma apoštoly. Stěny jsou bohatě zdobeny malbami. Obrazy na arkádách zobrazují zejména církevní Otce. Nejsvětější Trojice je vyobrazena v oblouku v horní části chóru. Na západní straně je nad velkými varhanami scéna z Apokalypsy.
V této části kostela se nachází balkon, který měl sloužit k návštěvě Napoleona III. a jeho doprovodu při významných náboženských obřadech, ovšem císař do tohoto vyhrazeného prostoru nikdy nevstoupil.
Po obou stranách hlavní lodi a chóru se nacházejí kaple, které jsou také bohatě zdobené malbami. Napravo od lodi jsou kaple sv. Diviše, sv. Geneviève a sv. Vincence z Pauly. Na pravé straně je kaple Nejsvětějšího Srdce Ježíšova a na konci chóru kaple Panny Marie. Další dvě kaple se nacházejí po obou stranách galerie nad chórem. Tyto jsou pro návštěvníky nepřístupné. Hlavní varhany sestrojil v roce 1869 Aristide Cavaillé-Coll.